# 1513 Matra
1513 Matra је астероид главног астероидног појаса са средњом удаљеношћу од Сунца која износи 2,193 астрономских јединица (АЈ).
Апсолутна магнитуда астероида је 13,33.